# Interlands Tunesisch voetbalelftal 2020-2029
Deze pagina toont een chronologisch en gedetailleerd overzicht van de interlands die het Tunesisch voetbalelftal speelt en heeft gespeeld in de periode 2020 – 2029.

## Interlands

### 2020
|                                                                  |                                                             |       |        |                                                                                                 |
| 9 oktober Vriendschappelijk «onderlinge duels» 18:00 uur (UTC+1) | Tunesië                                                     | 3 – 0 | Soedan | Stade Olympique Hammadi Agrebi, Radès Toeschouwers: 0 Scheidsrechter: Ibrahim Nour El Din (EGY) |
| 9 oktober Vriendschappelijk «onderlinge duels» 18:00 uur (UTC+1) | Saîf-Eddine Khaoui 17' Ali Maâloul 25' Anis Ben Slimane 35' |       |        | Stade Olympique Hammadi Agrebi, Radès Toeschouwers: 0 Scheidsrechter: Ibrahim Nour El Din (EGY) |

|                                                                   |                       |       |                    | |
| 13 oktober Vriendschappelijk «onderlinge duels» 19:30 uur (UTC+2) | Nigeria               | 1 – 1 | Tunesië            | Jacques Lemans Arena, Sankt Veit an der Glan Toeschouwers: 0 Scheidsrechter: Sebastian Gishamer (AUT) |
| 13 oktober Vriendschappelijk «onderlinge duels» 19:30 uur (UTC+2) | Kelechi Iheanacho 21' |       | 44' Mohamed Dräger | Jacques Lemans Arena, Sankt Veit an der Glan Toeschouwers: 0 Scheidsrechter: Sebastian Gishamer (AUT) |

|                                                                               |                           |       |          | |
| 13 november AK 2021 kwalificatie Groep J «onderlinge duels» 20:00 uur (UTC+1) | Tunesië                   | 1 – 0 | Tanzania | Stade Olympique Hammadi Agrebi, Radès Toeschouwers: 0 Scheidsrechter: Helder Martins de Carvalho (ANG) |
| 13 november AK 2021 kwalificatie Groep J «onderlinge duels» 20:00 uur (UTC+1) | Youssef Msakni 18' (pen.) |       |          | Stade Olympique Hammadi Agrebi, Radès Toeschouwers: 0 Scheidsrechter: Helder Martins de Carvalho (ANG) |

|                                                                               |                  |       |                        |                                                                      |
| 17 november AK 2021 kwalificatie Groep J «onderlinge duels» 20:00 uur (UTC+3) | Tanzania         | 1 – 1 | Tunesië                | Nationaal Stadion, Dar es Salaam Scheidsrechter: Celso Alvação (MOZ) |
| 17 november AK 2021 kwalificatie Groep J «onderlinge duels» 20:00 uur (UTC+3) | Feisul Salum 48' |       | 11' Saîf-Eddine Khaoui | Nationaal Stadion, Dar es Salaam Scheidsrechter: Celso Alvação (MOZ) |

### 2021
|                                                                            |                                   |       | |                                                                    |
| 25 maart AK 2021 kwalificatie Groep J «onderlinge duels» 21:00 uur (UTC+2) | Libië                             | 2 – 5 | Tunesië                                                                                                 | Benina Martyrsstadion, Benghazi Scheidsrechter: Daouda Guèye (SEN) |
| 25 maart AK 2021 kwalificatie Groep J «onderlinge duels» 21:00 uur (UTC+2) | Muaid Ellafi 21' Muaid Ellafi 54' |       | 39' Ellyes Skhiri 48' Seifeddine Jaziri 51' Mohamed Dräger 84' Anis Ben Slimane 90+3' Seifeddine Jaziri | Benina Martyrsstadion, Benghazi Scheidsrechter: Daouda Guèye (SEN) |

|                                                                            |                                              |       |                          |                                                                         |
| 28 maart AK 2021 kwalificatie Groep J «onderlinge duels» 14:00 uur (UTC+1) | Tunesië                                      | 2 – 1 | Equatoriaal-Guinea       | Stade Olympique Hammadi Agrebi, Radès Scheidsrechter: Jean Ngambo (COD) |
| 28 maart AK 2021 kwalificatie Groep J «onderlinge duels» 14:00 uur (UTC+1) | Seifeddine Jaziri 4' Carlos Akapo 52' (e.d.) |       | 88' (e.d.) Firas Chaouat | Stade Olympique Hammadi Agrebi, Radès Scheidsrechter: Jean Ngambo (COD) |

|                                                               |                |       |                |                                                                                           |
| 5 juni Vriendschappelijk «onderlinge duels» 20:30 uur (UTC+1) | Tunesië        | 1 – 0 | Congo-Kinshasa | Stade Olympique Hammadi Agrebi, Radès Toeschouwers: 0 Scheidsrechter: Ibrahim Mutaz (LBA) |
| 5 juni Vriendschappelijk «onderlinge duels» 20:30 uur (UTC+1) | Naïm Sliti 45' |       |                | Stade Olympique Hammadi Agrebi, Radès Toeschouwers: 0 Scheidsrechter: Ibrahim Mutaz (LBA) |

|                                                                |         |                                        |          | |
| 11 juni Vriendschappelijk «onderlinge duels» 20:30 uur (UTC+1) | Tunesië | 0 – 2                                  | Algerije | Stade Olympique Hammadi Agrebi, Radès Toeschouwers: 0 Scheidsrechter: Mohamed Maarouf Eid Mansour (EGY) |
| 11 juni Vriendschappelijk «onderlinge duels» 20:30 uur (UTC+1) |         | 19' Baghdad Bounedjah 28' Riyad Mahrez |          | Stade Olympique Hammadi Agrebi, Radès Toeschouwers: 0 Scheidsrechter: Mohamed Maarouf Eid Mansour (EGY) |

|                                                                |                      |       |      |                                                                                                 |
| 15 juni Vriendschappelijk «onderlinge duels» 20:30 uur (UTC+1) | Tunesië              | 1 – 0 | Mali | Stade Olympique Hammadi Agrebi, Radès Toeschouwers: 0 Scheidsrechter: Ibrahim Nour El Din (EGY) |
| 15 juni Vriendschappelijk «onderlinge duels» 20:30 uur (UTC+1) | Anis Ben Slimane 90' |       |      | Stade Olympique Hammadi Agrebi, Radès Toeschouwers: 0 Scheidsrechter: Ibrahim Nour El Din (EGY) |

|                                                                               |                                                           |       |                    |                                                                               |
| 3 september WK 2022 kwalificatie Groep B «onderlinge duels» 20:00 uur (UTC+1) | Tunesië                                                   | 3 – 0 | Equatoriaal-Guinea | Stade Olympique Hammadi Agrebi, Radès Scheidsrechter: Daniel Nii Laryea (GHA) |
| 3 september WK 2022 kwalificatie Groep B «onderlinge duels» 20:00 uur (UTC+1) | Dylan Bronn 54' Ellyes Skhiri 78' Wahbi Khazri 82' (pen.) |       |                    | Stade Olympique Hammadi Agrebi, Radès Scheidsrechter: Daniel Nii Laryea (GHA) |

|                                                                               |        |                                               |         |                                                                                           |
| 7 september WK 2022 kwalificatie Groep B «onderlinge duels» 15:00 uur (UTC+2) | Zambia | 0 – 2                                         | Tunesië | Levy Mwanawasastadion, Ndola Toeschouwers: 5.000 Scheidsrechter: Eric Otogo-Castane (GAB) |
| 7 september WK 2022 kwalificatie Groep B «onderlinge duels» 15:00 uur (UTC+2) |        | 8' (pen.) Wahbi Khazri 90+2' Anis Ben Slimane |         | Levy Mwanawasastadion, Ndola Toeschouwers: 5.000 Scheidsrechter: Eric Otogo-Castane (GAB) |

|                                                                             |                                                          |       |            |                                                                                   |
| 7 oktober WK 2022 kwalificatie Groep B «onderlinge duels» 20:00 uur (UTC+1) | Tunesië                                                  | 3 – 0 | Mauritanië | Stade Olympique Hammadi Agrebi, Radès Scheidsrechter: Bamlak Tessema Weyesa (ETH) |
| 7 oktober WK 2022 kwalificatie Groep B «onderlinge duels» 20:00 uur (UTC+1) | Ellyes Skhiri 15' Wahbi Khazri 42' Seifeddine Jaziri 86' |       |            | Stade Olympique Hammadi Agrebi, Radès Scheidsrechter: Bamlak Tessema Weyesa (ETH) |

|                                                                            |            |       |         |                                                                       |
| 10 oktober WK 2022 kwalificatie Groep B «onderlinge duels» 19:00 uur (UTC) | Mauritanië | 0 – 0 | Tunesië | Olympisch Stadion, Nouakchott Scheidsrechter: Mehdi Abid Charef (ALG) |
| 10 oktober WK 2022 kwalificatie Groep B «onderlinge duels» 19:00 uur (UTC) |            |       |         | Olympisch Stadion, Nouakchott Scheidsrechter: Mehdi Abid Charef (ALG) |

|                                                                               |                    |       |         |                                                                     |
| 13 november WK 2022 kwalificatie Groep B «onderlinge duels» 17:00 uur (UTC+1) | Equatoriaal-Guinea | 1 – 0 | Tunesië | Nuevo Estadio de Malabo, Malabo Scheidsrechter: Boubou Traoré (MLI) |
| 13 november WK 2022 kwalificatie Groep B «onderlinge duels» 17:00 uur (UTC+1) | Pablo Ganet 84'    |       |         | Nuevo Estadio de Malabo, Malabo Scheidsrechter: Boubou Traoré (MLI) |

|                                                                               |                                                       |       |                    |                                                                                       |
| 16 november WK 2022 kwalificatie Groep B «onderlinge duels» 20:00 uur (UTC+1) | Tunesië                                               | 3 – 1 | Zambia             | Stade Olympique Hammadi Agrebi, Radès Scheidsrechter: Pacifique Ndabihawenimana (BDI) |
| 16 november WK 2022 kwalificatie Groep B «onderlinge duels» 20:00 uur (UTC+1) | Aïssa Laïdouni 18' Mohamed Dräger 31' Ali Maâloul 43' |       | 80' Fashion Sakala | Stade Olympique Hammadi Agrebi, Radès Scheidsrechter: Pacifique Ndabihawenimana (BDI) |

| FIFA Arab Cup 2021 |
| ------------------ |

|                                                                   | |       |            | |
| 30 november Arab Cup Groep B «onderlinge duels» 13:00 uur (UTC+3) | Tunesië | 5 – 1 | Mauritanië | Ahmed bin Alistadion, Ar Rayyan Toeschouwers: 2.494 Scheidsrechter: Alireza Faghani (IRN) Video-assistent: Abdulla Al-Marri (QAT) |
| 30 november Arab Cup Groep B «onderlinge duels» 13:00 uur (UTC+3) | Seifeddine Jaziri 39' Firas Ben Larbi 42' Seifeddine Jaziri 45+2' Firas Ben Larbi 51' Youssef Msakni 90+1' |       |            | Ahmed bin Alistadion, Ar Rayyan Toeschouwers: 2.494 Scheidsrechter: Alireza Faghani (IRN) Video-assistent: Abdulla Al-Marri (QAT) |

|                                                                  |                                      |       |         | |
| 3 december Arab Cup Groep B «onderlinge duels» 22:00 uur (UTC+3) | Syrië                                | 2 – 0 | Tunesië | Al Baytstadion, Al Khawr Toeschouwers: 15.913 Scheidsrechter: Fernando Hernández Gómez (MEX) Video-assistent: Adonai Escobedo (MEX) |
| 3 december Arab Cup Groep B «onderlinge duels» 22:00 uur (UTC+3) | Oliver Kass Kawo 4' Mohammad Anz 47' |       |         | Al Baytstadion, Al Khawr Toeschouwers: 15.913 Scheidsrechter: Fernando Hernández Gómez (MEX) Video-assistent: Adonai Escobedo (MEX) |

|                                                                  |                       |       |        | |
| 6 december Arab Cup Groep B «onderlinge duels» 18:00 uur (UTC+3) | Tunesië               | 1 – 0 | V.A.E. | Al Thumamastadion, Doha Toeschouwers: 14.272 Scheidsrechter: Daniel Siebert (GER) Video-assistent: Christian Dingert (GER) |
| 6 december Arab Cup Groep B «onderlinge duels» 18:00 uur (UTC+3) | Seifeddine Jaziri 10' |       |        | Al Thumamastadion, Doha Toeschouwers: 14.272 Scheidsrechter: Daniel Siebert (GER) Video-assistent: Christian Dingert (GER) |

|                                                                       |                                          |       |                     | |
| 10 december Arab Cup Kwartfinale «onderlinge duels» 18:00 uur (UTC+3) | Tunesië                                  | 2 – 1 | Oman                | Education Citystadion, Ar Rayyan Toeschouwers: 21.329 Scheidsrechter: Daniel Siebert (GER) Video-assistent: Christian Dingert (GER) |
| 10 december Arab Cup Kwartfinale «onderlinge duels» 18:00 uur (UTC+3) | Seifeddine Jaziri 16' Youssef Msakni 69' |       | 66' Arshad Al-Alawi | Education Citystadion, Ar Rayyan Toeschouwers: 21.329 Scheidsrechter: Daniel Siebert (GER) Video-assistent: Christian Dingert (GER) |

|                                                                        |                           |       |        | |
| 15 december Arab Cup Halve finale «onderlinge duels» 18:00 uur (UTC+3) | Tunesië                   | 1 – 0 | Egypte | Stadion 974, Doha Toeschouwers: 36.427 Scheidsrechter: Alireza Faghani (IRN) Video-assistent: Guillermo Cuadra Fernández (ESP) |
| 15 december Arab Cup Halve finale «onderlinge duels» 18:00 uur (UTC+3) | Amr El Solia 90+5' (e.d.) |       |        | Stadion 974, Doha Toeschouwers: 36.427 Scheidsrechter: Alireza Faghani (IRN) Video-assistent: Guillermo Cuadra Fernández (ESP) |

|                                                                  |         |                                       |          | |
| 18 december Arab Cup Finale «onderlinge duels» 18:00 uur (UTC+3) | Tunesië | 0 – 2 (n.v.)                          | Algerije | Al Baytstadion, Al Khawr Toeschouwers: 60.456 Scheidsrechter: Daniel Siebert (GER) Video-assistent: Christian Dingert (GER) |
| 18 december Arab Cup Finale «onderlinge duels» 18:00 uur (UTC+3) |         | 99' Amir Sayoud 120+5' Yacine Brahimi |          | Al Baytstadion, Al Khawr Toeschouwers: 60.456 Scheidsrechter: Daniel Siebert (GER) Video-assistent: Christian Dingert (GER) |

|  |  |  |  |  |  |  |  |  |

### 2022
| Afrikaans kampioenschap voetbal 2021 |
| ------------------------------------ |

|                                                                    |         |                   |      |                                                                                            |
| 12 januari Afrika Cup Groep F «onderlinge duels» 14:00 uur (UTC+1) | Tunesië | 0 – 1             | Mali | Limbestadion, Limbe Scheidsrechter: Janny Sikazwe (ZAM) Video-assistent: Adil Zourak (MAR) |
| 12 januari Afrika Cup Groep F «onderlinge duels» 14:00 uur (UTC+1) |         | 48' Ibrahima Koné |      | Limbestadion, Limbe Scheidsrechter: Janny Sikazwe (ZAM) Video-assistent: Adil Zourak (MAR) |

|                                                                    |                                                                            |       |            | |
| 16 januari Afrika Cup Groep F «onderlinge duels» 17:00 uur (UTC+1) | Tunesië                                                                    | 4 – 0 | Mauritanië | Limbestadion, Limbe Scheidsrechter: Mahmoud El Bana (MAR) Video-assistent: Mahmoud Mohamed Ashour (MAR) |
| 16 januari Afrika Cup Groep F «onderlinge duels» 17:00 uur (UTC+1) | Hamza Mathlouthi 4' Wahbi Khazri 8' Wahbi Khazri 65' Seifeddine Jaziri 66' |       |            | Limbestadion, Limbe Scheidsrechter: Mahmoud El Bana (MAR) Video-assistent: Mahmoud Mohamed Ashour (MAR) |

|                                                                    |                    |       |         | |
| 20 januari Afrika Cup Groep F «onderlinge duels» 20:00 uur (UTC+1) | Gambia             | 1 – 0 | Tunesië | Limbestadion, Limbe Scheidsrechter: Fernando Guerrero (MEX) Video-assistent: Lahlou Benbraham (ALG) |
| 20 januari Afrika Cup Groep F «onderlinge duels» 20:00 uur (UTC+1) | Ablie Jallow 90+3' |       |         | Limbestadion, Limbe Scheidsrechter: Fernando Guerrero (MEX) Video-assistent: Lahlou Benbraham (ALG) |

|                                                                           |         |                    |         | |
| 23 januari Afrika Cup Achtste finale «onderlinge duels» 20:00 uur (UTC+1) | Nigeria | 0 – 1              | Tunesië | Roumdé Adjiastadion, Garoua Scheidsrechter: Maguette Ndiaye (SEN) Video-assistent: Fernando Guerrero (MEX) |
| 23 januari Afrika Cup Achtste finale «onderlinge duels» 20:00 uur (UTC+1) |         | 47' Youssef Msakni |         | Roumdé Adjiastadion, Garoua Scheidsrechter: Maguette Ndiaye (SEN) Video-assistent: Fernando Guerrero (MEX) |

|                                                                        |                      |       |         | |
| 29 januari Afrika Cup Kwartfinale «onderlinge duels» 20:00 uur (UTC+1) | Burkina Faso         | 1 – 0 | Tunesië | Roumdé Adjiastadion, Garoua Scheidsrechter: Joshua Bondo (BOT) Video-assistent: Redouane Jiyed (MAR) |
| 29 januari Afrika Cup Kwartfinale «onderlinge duels» 20:00 uur (UTC+1) | Dango Ouattara 45+3' |       |         | Roumdé Adjiastadion, Garoua Scheidsrechter: Joshua Bondo (BOT) Video-assistent: Redouane Jiyed (MAR) |

|  |  |  |  |  |  |  |  |  |

|                                                                           |      |                           |         | |
| 25 maart WK 2022 kwalificatie Play-off «onderlinge duels» 17:00 uur (UTC) | Mali | 0 – 1                     | Tunesië | Stade du 26 Mars, Bamako Toeschouwers: 50.000 Scheidsrechter: Bamlak Tessema Weyesa (ETH) Video-assistent: José María Sánchez Martínez (ESP) |
| 25 maart WK 2022 kwalificatie Play-off «onderlinge duels» 17:00 uur (UTC) |      | 36' (e.d.) Moussa Sissako |         | Stade du 26 Mars, Bamako Toeschouwers: 50.000 Scheidsrechter: Bamlak Tessema Weyesa (ETH) Video-assistent: José María Sánchez Martínez (ESP) |

|                                                                             |         |       |      | |
| 29 maart WK 2022 kwalificatie Play-off «onderlinge duels» 20:30 uur (UTC+1) | Tunesië | 0 – 0 | Mali | Stade Olympique Hammadi Agrebi, Radès Toeschouwers: 50.000 Scheidsrechter: Maguette Ndiaye (SEN) Video-assistent: Pol van Boekel (NED) |
| 29 maart WK 2022 kwalificatie Play-off «onderlinge duels» 20:30 uur (UTC+1) |         |       |      | Stade Olympique Hammadi Agrebi, Radès Toeschouwers: 50.000 Scheidsrechter: Maguette Ndiaye (SEN) Video-assistent: Pol van Boekel (NED) |

|                                                                          |                                                                            |       |                    |                                                                                       |
| 2 juni AK 2023 kwalificatie Groep J «onderlinge duels» 20:00 uur (UTC+1) | Tunesië                                                                    | 4 – 0 | Equatoriaal-Guinea | Stade Olympique Hammadi Agrebi, Radès Scheidsrechter: Pacifique Ndabihawenimana (BDI) |
| 2 juni AK 2023 kwalificatie Groep J «onderlinge duels» 20:00 uur (UTC+1) | Naïm Sliti 56' Seifeddine Jaziri 77' Youssef Msakni 80' Youssef Msakni 85' |       |                    | Stade Olympique Hammadi Agrebi, Radès Scheidsrechter: Pacifique Ndabihawenimana (BDI) |

|                                                                          |          |       |         |                                                                          |
| 5 juni AK 2023 kwalificatie Groep J «onderlinge duels» 15:00 uur (UTC+2) | Botswana | 0 – 0 | Tunesië | Francistown Stadion, Francistown Scheidsrechter: Mohamed Athoumani (COM) |
| 5 juni AK 2023 kwalificatie Groep J «onderlinge duels» 15:00 uur (UTC+2) |          |       |         | Francistown Stadion, Francistown Scheidsrechter: Mohamed Athoumani (COM) |

|                                                                                 |       |                               |         | |
| 10 juni Vriendschappelijk Kirin Cup Soccer «onderlinge duels» 15:15 uur (UTC+9) | Chili | 0 – 2                         | Tunesië | Noevir Stadium Kobe, Kobe Toeschouwers: 4.973 Scheidsrechter: Ryo Tanimoto (JPN) Video-assistent: Hiroki Kasahara (JPN) |
| 10 juni Vriendschappelijk Kirin Cup Soccer «onderlinge duels» 15:15 uur (UTC+9) |       | 41' Ali Abdi 89' Issam Jebali |         | Noevir Stadium Kobe, Kobe Toeschouwers: 4.973 Scheidsrechter: Ryo Tanimoto (JPN) Video-assistent: Hiroki Kasahara (JPN) |

|                                                                                 |       |                                                                          |         | |
| 14 juni Vriendschappelijk Kirin Cup Soccer «onderlinge duels» 18:55 uur (UTC+9) | Japan | 0 – 3                                                                    | Tunesië | Gemeentelijk stadion Suita, Suita Toeschouwers: 31.292 Scheidsrechter: Ahmed Eisa Mohamed (VAE) Video-assistent: Kurt Ams (AUS) |
| 14 juni Vriendschappelijk Kirin Cup Soccer «onderlinge duels» 18:55 uur (UTC+9) |       | 55' (pen.) Mohamed Ali Ben Romdhane 76' Ferjani Sassi 90+3' Issam Jebali |         | Gemeentelijk stadion Suita, Suita Toeschouwers: 31.292 Scheidsrechter: Ahmed Eisa Mohamed (VAE) Video-assistent: Kurt Ams (AUS) |

|                                                                     |         |                       |         | |
| 22 september Vriendschappelijk «onderlinge duels» 16:30 uur (UTC+2) | Comoren | 0 – 1                 | Tunesië | Stade Omnisports du Chemin de Ronde, Croissy-sur-Seine Toeschouwers: 0 Scheidsrechter: Gabriel Henry (FRA) |
| 22 september Vriendschappelijk «onderlinge duels» 16:30 uur (UTC+2) |         | Taha Yassine Khenissi |         | Stade Omnisports du Chemin de Ronde, Croissy-sur-Seine Toeschouwers: 0 Scheidsrechter: Gabriel Henry (FRA) |

|                                                                     |                                                                       |       |                     | |
| 27 september Vriendschappelijk «onderlinge duels» 20:30 uur (UTC+2) | Brazilië                                                              | 5 – 1 | Tunesië             | Parc des Princes, Parijs Toeschouwers: 48.000 Scheidsrechter: Ruddy Buquet (FRA) Video-assistent: Eric Wattellier (FRA) |
| 27 september Vriendschappelijk «onderlinge duels» 20:30 uur (UTC+2) | Raphinha 11' Richarlison 19' Neymar 29' (pen.) Raphinha 40' Pedro 74' |       | 18' Montassar Talbi | Parc des Princes, Parijs Toeschouwers: 48.000 Scheidsrechter: Ruddy Buquet (FRA) Video-assistent: Eric Wattellier (FRA) |

|                                                                    |      |                                    |         |                                                                       |
| 16 november Vriendschappelijk «onderlinge duels» 16:00 uur (UTC+3) | Iran | 0 – 2                              | Tunesië | Al-Rayyan Trainingscomplex, Doha Toeschouwers: 0 Scheidsrechter: onb. |
| 16 november Vriendschappelijk «onderlinge duels» 16:00 uur (UTC+3) |      | 62' (pen.) Naïm Sliti 69' Ali Abdi |         | Al-Rayyan Trainingscomplex, Doha Toeschouwers: 0 Scheidsrechter: onb. |

| Wereldkampioenschap voetbal 2022 |
| -------------------------------- |

|                                                                  |            |       |         | |
| 22 november WK 2022 Groep D «onderlinge duels» 16:00 uur (UTC+3) | Denemarken | 0 – 0 | Tunesië | Education Citystadion, Ar Rayyan Toeschouwers: 42.925 Scheidsrechter: César Arturo Ramos (MEX) Video-assistent: Fernando Guerrero (MEX) |
| 22 november WK 2022 Groep D «onderlinge duels» 16:00 uur (UTC+3) | Verslag    |       |         | Education Citystadion, Ar Rayyan Toeschouwers: 42.925 Scheidsrechter: César Arturo Ramos (MEX) Video-assistent: Fernando Guerrero (MEX) |

|                                                                  |         |         |                   | |
| 26 november WK 2022 Groep D «onderlinge duels» 13:00 uur (UTC+3) | Tunesië | 0 – 1   | Australië         | Al Janoubstadion, Al Wakrah Toeschouwers: 41.823 Scheidsrechter: Daniel Siebert (GER) Video-assistent: Bastian Dankert (GER) |
| 26 november WK 2022 Groep D «onderlinge duels» 13:00 uur (UTC+3) |         | Verslag | 23' Mitchell Duke | Al Janoubstadion, Al Wakrah Toeschouwers: 41.823 Scheidsrechter: Daniel Siebert (GER) Video-assistent: Bastian Dankert (GER) |

|                                                                  |                  |         |           | |
| 30 november WK 2022 Groep D «onderlinge duels» 18:00 uur (UTC+3) | Tunesië          | 1 – 0   | Frankrijk | Education Citystadion, Ar Rayyan Toeschouwers: 43.627 Scheidsrechter: Matthew Conger (NZL) Video-assistent: Abdulla Al-Marri (QAT) |
| 30 november WK 2022 Groep D «onderlinge duels» 18:00 uur (UTC+3) | Wahbi Khazri 58' | Verslag |           | Education Citystadion, Ar Rayyan Toeschouwers: 43.627 Scheidsrechter: Matthew Conger (NZL) Video-assistent: Abdulla Al-Marri (QAT) |

|  |  |  |  |  |  |  |  |  |

### 2023
|                                                                            |                                                              |       |       |                                                                              |
| 24 maart AK 2023 kwalificatie Groep J «onderlinge duels» 21:30 uur (UTC+1) | Tunesië                                                      | 3 – 0 | Libië | Stade Olympique Hammadi Agrebi, Radès Scheidsrechter: Mustapha Ghorbal (ALG) |
| 24 maart AK 2023 kwalificatie Groep J «onderlinge duels» 21:30 uur (UTC+1) | Youssef Msakni 12' Ali Maâloul 21' (pen.) Haythem Jouini 86' |       |       | Stade Olympique Hammadi Agrebi, Radès Scheidsrechter: Mustapha Ghorbal (ALG) |

|                                                                            |       |                    |         |                                                                 |
| 28 maart AK 2023 kwalificatie Groep J «onderlinge duels» 22:00 uur (UTC+2) | Libië | 0 – 1              | Tunesië | Benina Martyrsstadion, Benghazi Scheidsrechter: Amin Omar (EGY) |
| 28 maart AK 2023 kwalificatie Groep J «onderlinge duels» 22:00 uur (UTC+2) |       | 16' Haythem Jouini |         | Benina Martyrsstadion, Benghazi Scheidsrechter: Amin Omar (EGY) |

|                                                                           |                        |       |         |                                                                              |
| 17 juni AK 2023 kwalificatie Groep J «onderlinge duels» 16:00 uur (UTC+1) | Equatoriaal-Guinea     | 1 – 0 | Tunesië | Nuevo Estadio de Malabo, Malabo Scheidsrechter: Ibrahim Kalilou Traore (CIV) |
| 17 juni AK 2023 kwalificatie Groep J «onderlinge duels» 16:00 uur (UTC+1) | Emilio Nsue 85' (pen.) |       |         | Nuevo Estadio de Malabo, Malabo Scheidsrechter: Ibrahim Kalilou Traore (CIV) |

|                                                                |                         |       |                     |                                                                                       |
| 20 juni Vriendschappelijk «onderlinge duels» 20:00 uur (UTC+1) | Algerije                | 1 – 1 | Tunesië             | 19 mei 1956-stadion, Annaba Toeschouwers: 50.000 Scheidsrechter: Abdelaziz Bouh (MTN) |
| 20 juni Vriendschappelijk «onderlinge duels» 20:00 uur (UTC+1) | Riyad Mahrez 38' (pen.) |       | 13' Montassar Talbi | 19 mei 1956-stadion, Annaba Toeschouwers: 50.000 Scheidsrechter: Abdelaziz Bouh (MTN) |

|                                                                               |                                                                   |       |          |                                                                     |
| 7 september AK 2023 kwalificatie Groep J «onderlinge duels» 20:00 uur (UTC+1) | Tunesië                                                           | 3 – 0 | Botswana | Stade Olympique Hammadi Agrebi, Radès Scheidsrechter: Issa Sy (SEN) |
| 7 september AK 2023 kwalificatie Groep J «onderlinge duels» 20:00 uur (UTC+1) | Alford Velaphi 60' (e.d.) Youssef Msakni 82' Youssef Msakni 90+3' |       |          | Stade Olympique Hammadi Agrebi, Radès Scheidsrechter: Issa Sy (SEN) |

|                                                                     |                |       |                                                           |                                                                                  |
| 12 september Vriendschappelijk «onderlinge duels» 20:00 uur (UTC+3) | Egypte         | 1 – 3 | Tunesië                                                   | 30 Juni Stadion, Caïro Toeschouwers: 1.000 Scheidsrechter: Ammar Ashkanani (KUW) |
| 12 september Vriendschappelijk «onderlinge duels» 20:00 uur (UTC+3) | Omar Kamal 34' |       | 3' Aïssa Laïdouni 8' (e.d.) Hamdy Fathy 90+5' Hamza Rafia | 30 Juni Stadion, Caïro Toeschouwers: 1.000 Scheidsrechter: Ammar Ashkanani (KUW) |

|                                                                   |                                                                             |       |         |                                                                                              |
| 13 oktober Vriendschappelijk «onderlinge duels» 20:00 uur (UTC+9) | Zuid-Korea                                                                  | 4 – 0 | Tunesië | Seoul World Cupstadion, Seoel Toeschouwers: 59.018 Scheidsrechter: Amirul Izwan Yaacob (MAS) |
| 13 oktober Vriendschappelijk «onderlinge duels» 20:00 uur (UTC+9) | Lee Kang-in 55' Lee Kang-in 57' Yassine Meriah 66' (e.d.) Hwang Ui-jo 90+1' |       |         | Seoul World Cupstadion, Seoel Toeschouwers: 59.018 Scheidsrechter: Amirul Izwan Yaacob (MAS) |

|                                                                   |                                   |       |         | |
| 17 oktober Vriendschappelijk «onderlinge duels» 19:10 uur (UTC+9) | Japan                             | 2 – 0 | Tunesië | Noevir Stadium Kobe, Kobe Toeschouwers: 26.529 Scheidsrechter: Wang Di (CHN) Video-assistent: Alex King (AUS) |
| 17 oktober Vriendschappelijk «onderlinge duels» 19:10 uur (UTC+9) | Kyogo Furuhashi 43' Junya Ito 69' |       |         | Noevir Stadium Kobe, Kobe Toeschouwers: 26.529 Scheidsrechter: Wang Di (CHN) Video-assistent: Alex King (AUS) |

|                                                                               |                                                                           |       |                      | |
| 17 november WK 2026 kwalificatie Groep H «onderlinge duels» 20:00 uur (UTC+1) | Tunesië                                                                   | 4 – 0 | Sao Tomé en Principe | Stade Olympique Hammadi Agrebi, Radès Toeschouwers: 10.000 Scheidsrechter: Joseph Odey Ogabor (NGR) |
| 17 november WK 2026 kwalificatie Groep H «onderlinge duels» 20:00 uur (UTC+1) | Yassine Meriah 37' Youssef Msakni 53' Hamza Rafia 79' Firas Ben Larbi 88' |       |                      | Stade Olympique Hammadi Agrebi, Radès Toeschouwers: 10.000 Scheidsrechter: Joseph Odey Ogabor (NGR) |

|                                                                               |        |                           |         |                                                                                            |
| 21 november WK 2026 kwalificatie Groep H «onderlinge duels» 15:00 uur (UTC+2) | Malawi | 0 – 1                     | Tunesië | Bingu Nationaal Stadion, Lilongwe Toeschouwers: 23.000 Scheidsrechter: Aklesso Gnama (TOG) |
| 21 november WK 2026 kwalificatie Groep H «onderlinge duels» 15:00 uur (UTC+2) |        | 87' (pen.) Youssef Msakni |         | Bingu Nationaal Stadion, Lilongwe Toeschouwers: 23.000 Scheidsrechter: Aklesso Gnama (TOG) |

### 2024
|                                                                  |         |       |            |                                                                                                 |
| 6 januari Vriendschappelijk «onderlinge duels» 19:30 uur (UTC+1) | Tunesië | 0 – 0 | Mauritanië | Stade Olympique Hammadi Agrebi, Radès Toeschouwers: 3.000 Scheidsrechter: Abdulrazg Ahmed (LBA) |
| 6 januari Vriendschappelijk «onderlinge duels» 19:30 uur (UTC+1) |         |       |            | Stade Olympique Hammadi Agrebi, Radès Toeschouwers: 3.000 Scheidsrechter: Abdulrazg Ahmed (LBA) |

|                                                                   |                                      |       |            |                                                                             |
| 10 januari Vriendschappelijk «onderlinge duels» 18:30 uur (UTC+1) | Tunesië                              | 2 – 0 | Kaapverdië | Stade Olympique Hammadi Agrebi, Radès Scheidsrechter: Nabil Boukhalfa (ALG) |
| 10 januari Vriendschappelijk «onderlinge duels» 18:30 uur (UTC+1) | Elias Achouri 12' Youssef Msakni 53' |       |            | Stade Olympique Hammadi Agrebi, Radès Scheidsrechter: Nabil Boukhalfa (ALG) |

| Afrikaans kampioenschap voetbal 2023 |
| ------------------------------------ |

|                                                                  |         |                |         | |
| 16 januari Afrika Cup Groep E «onderlinge duels» 17:00 uur (UTC) | Tunesië | 0 – 1          | Namibië | Amadou Gon Coulibalystadion, Korhogo Toeschouwers: 13.991 Scheidsrechter: Omar Abdulkadir Artan (SOM) Video-assistent: Daniel Nii Laryea (GHA) |
| 16 januari Afrika Cup Groep E «onderlinge duels» 17:00 uur (UTC) |         | 88' Deon Hotto |         | Amadou Gon Coulibalystadion, Korhogo Toeschouwers: 13.991 Scheidsrechter: Omar Abdulkadir Artan (SOM) Video-assistent: Daniel Nii Laryea (GHA) |

|                                                                  |                 |       |                      | |
| 20 januari Afrika Cup Groep E «onderlinge duels» 20:00 uur (UTC) | Tunesië         | 1 – 1 | Mali                 | Amadou Gon Coulibalystadion, Korhogo Toeschouwers: 18.130 Scheidsrechter: Daniel Nii Laryea (GHA) Video-assistent: Salima Mukansanga (RWA) |
| 20 januari Afrika Cup Groep E «onderlinge duels» 20:00 uur (UTC) | Hamza Rafia 20' |       | 10' Lassine Sinayoko | Amadou Gon Coulibalystadion, Korhogo Toeschouwers: 18.130 Scheidsrechter: Daniel Nii Laryea (GHA) Video-assistent: Salima Mukansanga (RWA) |

|                                                                  |             |       |         | |
| 24 januari Afrika Cup Groep E «onderlinge duels» 17:00 uur (UTC) | Zuid-Afrika | 0 – 0 | Tunesië | Amadou Gon Coulibalystadion, Korhogo Toeschouwers: 12.847 Scheidsrechter: Issa Sy (SEN) Video-assistent: Dahane Beida (MTN) |
| 24 januari Afrika Cup Groep E «onderlinge duels» 17:00 uur (UTC) |             |       |         | Amadou Gon Coulibalystadion, Korhogo Toeschouwers: 12.847 Scheidsrechter: Issa Sy (SEN) Video-assistent: Dahane Beida (MTN) |

|  |  |  |  |  |  |  |  |  |

|                                                                             | |       | |                                                                               |
| 23 maart Vriendschappelijk FIFA Series «onderlinge duels» 22:00 uur (UTC+2) | Tunesië | 0 – 0 | Kroatië                                                                                              | Cairostadion, Caïro Toeschouwers: 2.500 Scheidsrechter: Mohamed Maarouf (EGY) |
| 23 maart Vriendschappelijk FIFA Series «onderlinge duels» 22:00 uur (UTC+2) | |       | | Cairostadion, Caïro Toeschouwers: 2.500 Scheidsrechter: Mohamed Maarouf (EGY) |
| 23 maart Vriendschappelijk FIFA Series «onderlinge duels» 22:00 uur (UTC+2) | Strafschoppen |       | | Cairostadion, Caïro Toeschouwers: 2.500 Scheidsrechter: Mohamed Maarouf (EGY) |
| 23 maart Vriendschappelijk FIFA Series «onderlinge duels» 22:00 uur (UTC+2) | Mohamed Ali Ben Romdhane Aïssa Laïdouni Ali Abdi Hamza Jelassi Sayfallah Ltaief Seifeddine Jaziri Oussama Haddadi | 4 – 5 | Nikola Vlašić Andrej Kramarić Bruno Petković Lovro Majer Mario Pašalić Josip Juranović Marco Pašalić | Cairostadion, Caïro Toeschouwers: 2.500 Scheidsrechter: Mohamed Maarouf (EGY) |

|                                                                             |                                                    |       |                                                             |                                                                              |
| 26 maart Vriendschappelijk FIFA Series «onderlinge duels» 22:00 uur (UTC+2) | Nieuw-Zeeland                                      | 0 – 0 | Tunesië                                                     | Cairostadion, Caïro Toeschouwers: 45 Scheidsrechter: Ahmed El Ghandour (EGY) |
| 26 maart Vriendschappelijk FIFA Series «onderlinge duels» 22:00 uur (UTC+2) |                                                    |       |                                                             | Cairostadion, Caïro Toeschouwers: 45 Scheidsrechter: Ahmed El Ghandour (EGY) |
| 26 maart Vriendschappelijk FIFA Series «onderlinge duels» 22:00 uur (UTC+2) | Strafschoppen                                      |       |                                                             | Cairostadion, Caïro Toeschouwers: 45 Scheidsrechter: Ahmed El Ghandour (EGY) |
| 26 maart Vriendschappelijk FIFA Series «onderlinge duels» 22:00 uur (UTC+2) | Ben Waine Kosta Barbarouses Elijah Just Alex Rufer | 2 – 4 | Mohamed Ali Ben Romdhane Aïssa Laïdouni Ali Abdi Alaa Ghram | Cairostadion, Caïro Toeschouwers: 45 Scheidsrechter: Ahmed El Ghandour (EGY) |

|                                                                          |                                     |       |               |                                                                                               |
| 5 juni WK 2026 kwalificatie Groep H «onderlinge duels» 20:00 uur (UTC+1) | Tunesië                             | 1 – 0 | Equat.-Guinea | Stade Olympique Hammadi Agrebi, Radès Toeschouwers: 25.000 Scheidsrechter: Abongile Tom (ZAF) |
| 5 juni WK 2026 kwalificatie Groep H «onderlinge duels» 20:00 uur (UTC+1) | Mohamed Ali Ben Romdhane 82' (pen.) |       |               | Stade Olympique Hammadi Agrebi, Radès Toeschouwers: 25.000 Scheidsrechter: Abongile Tom (ZAF) |

|                                                                          |         |       |         |                                                                         |
| 9 juni WK 2026 kwalificatie Groep H «onderlinge duels» 21:00 uur (UTC+2) | Namibië | 0 – 0 | Tunesië | Orlandostadion, Soweto (Zuid-Afrika) Scheidsrechter: Dahane Beida (MTN) |
| 9 juni WK 2026 kwalificatie Groep H «onderlinge duels» 21:00 uur (UTC+2) |         |       |         | Orlandostadion, Soweto (Zuid-Afrika) Scheidsrechter: Dahane Beida (MTN) |

|                                                                               |                     |       |            |                                                                         |
| 5 september AK 2025 kwalificatie Groep A «onderlinge duels» 20:00 uur (UTC+1) | Tunesië             | 1 – 0 | Madagaskar | Stade Olympique Hammadi Agrebi, Radès Scheidsrechter: Jean Ngambo (COD) |
| 5 september AK 2025 kwalificatie Groep A «onderlinge duels» 20:00 uur (UTC+1) | Ferjani Sassi 90+8' |       |            | Stade Olympique Hammadi Agrebi, Radès Scheidsrechter: Jean Ngambo (COD) |

|                                                                               |              |       |                                           |                                                                                              |
| 8 september AK 2025 kwalificatie Groep A «onderlinge duels» 16:00 uur (UTC+1) | Gambia       | 1 – 2 | Tunesië                                   | Stade El Abdi, El Jadida (Marokko) Toeschouwers: 1.000 Scheidsrechter: Tewodros Mitiku (ETH) |
| 8 september AK 2025 kwalificatie Groep A «onderlinge duels» 16:00 uur (UTC+1) | Ali Sowe 14' |       | 11' Ali Abdi 75' Mohamed Ali Ben Romdhane | Stade El Abdi, El Jadida (Marokko) Toeschouwers: 1.000 Scheidsrechter: Tewodros Mitiku (ETH) |

|                                                                              |         |                 |         |                                                                           |
| 11 oktober AK 2025 kwalificatie Groep A «onderlinge duels» 20:00 uur (UTC+1) | Tunesië | 0 – 1           | Comoren | Stade Olympique Hammadi Agrebi, Radès Scheidsrechter: Joseph Ogabor (NGR) |
| 11 oktober AK 2025 kwalificatie Groep A «onderlinge duels» 20:00 uur (UTC+1) |         | 63' Rafiki Saïd |         | Stade Olympique Hammadi Agrebi, Radès Scheidsrechter: Joseph Ogabor (NGR) |

|                                                                            |                   |       |                    |                                                                                            |
| 15 oktober AK 2025 kwalificatie Groep A «onderlinge duels» 19:00 uur (UTC) | Comoren           | 1 – 1 | Tunesië            | Stade Félix Houphouët-Boigny, Abidjan (Ivoorkust) Scheidsrechter: Tsegay Mogos Teklu (ERI) |
| 15 oktober AK 2025 kwalificatie Groep A «onderlinge duels» 19:00 uur (UTC) | Faïz Selemani 49' |       | 69' Yassine Meriah | Stade Félix Houphouët-Boigny, Abidjan (Ivoorkust) Scheidsrechter: Tsegay Mogos Teklu (ERI) |

|                                                                               |                                                   |       |                                                    |                                                                            |
| 14 november AK 2025 kwalificatie Groep A «onderlinge duels» 17:00 uur (UTC+2) | Madagaskar                                        | 2 – 3 | Tunesië                                            | Loftus Versfeld, Pretoria (Zuid-Afrika) Scheidsrechter: Pierre Atcho (GAB) |
| 14 november AK 2025 kwalificatie Groep A «onderlinge duels» 17:00 uur (UTC+2) | Amenallah Memmiche 20' (e.d.) Ibrahim Amada 45+1' |       | 6' Hamza Rafia 40' Sayfallah Ltaief 90+3' Ali Abdi | Loftus Versfeld, Pretoria (Zuid-Afrika) Scheidsrechter: Pierre Atcho (GAB) |

|                                                                               |         |                     |        |                                                                               |
| 18 november AK 2025 kwalificatie Groep A «onderlinge duels» 20:00 uur (UTC+1) | Tunesië | 0 – 1               | Gambia | Stade Olympique Hammadi Agrebi, Radès Scheidsrechter: Daniel Nii Laryea (GHA) |
| 18 november AK 2025 kwalificatie Groep A «onderlinge duels» 20:00 uur (UTC+1) |         | 17' Abdoulie Ceesay |        | Stade Olympique Hammadi Agrebi, Radès Scheidsrechter: Daniel Nii Laryea (GHA) |

FTF · A-internationals · Selecties · Bondscoaches · Tunesisch vrouwenelftal · Olympisch elftal · Tunesië U21 · Tunesië U20 · Tunesië U19 · Tunesië U18 · Tunesië U17
1950 – 1959 · 
1960 – 1969 · 
1970 – 1979 · 
1980 – 1989 · 
1990 – 1999 · 
2000 – 2009 · 
2010 – 2019 ·
2020 − 2029
WK 1978 · 
WK 1998 · 
WK 2002 · 
WK 2006 · 
WK 2018
OS 1960 · 
OS 1988 · 
OS 1996 · 
OS 2004
1957 · 
1958 · 
1959 · 
1960 · 
1961 · 
1962 · 
1963 · 
1964 · 
1965 · 
1966 · 
1967 · 
1968 · 
1969 · 
1970 · 
1971 · 
1972 · 
1973 · 
1974 · 
1975 · 
1976 · 
1977 · 
1978 · 
1979 · 
1980 · 
1981 · 
1982 · 
1983 · 
1984 · 
1985 · 
1986 · 
1987 · 
1988 · 
1989 · 
1990 · 
1991 · 
1992 · 
1993 · 
1994 · 
1995 · 
1996 · 
1997 · 
1998 · 
1999 · 
2000 · 
2001 · 
2002 · 
2003 · 
2004 · 
2005 · 
2006 · 
2007 · 
2008 · 
2009 · 
2010 · 
2011 · 
2012 · 
2013 · 
2014 · 
2015 · 
2016 ·
2017 ·
2018 ·
2019 ·
2020 ·
2021 ·
2022 ·
2023 ·
2024
Algerije ·
Angola ·
Argentinië ·
Australië ·
Bahrein ·
België ·
Benin ·
Bosnië en Herzegovina ·
Botswana ·
Brazilië ·
Bulgarije ·
Burkina Faso ·
Burundi ·
Canada ·
Centraal-Afrikaanse Republiek ·
Chili ·
China ·
Colombia ·
Comoren ·
Congo-Brazzaville ·
Congo-Kinshasa ·
Costa Rica ·
Denemarken ·
Djibouti ·
Duitse Democratische Republiek ·
Duitsland ·
Egypte ·
Engeland ·
Equatoriaal-Guinea ·
Ethiopië ·
Finland ·
Frankrijk ·
Gabon ·
Gambia ·
Georgië ·
Ghana ·
Guinee ·
Ierland ·
IJsland ·
Irak ·
Iran ·
Italië ·
Ivoorkust ·
Japan ·
Joegoslavië ·
Jordanië ·
Kaapverdië ·
Kameroen ·
Kenia ·
Koeweit ·
Kroatië ·
Letland ·
Libanon ·
Liberia ·
Libië ·
Madagaskar ·
Malawi ·
Mali ·
Malta ·
Marokko ·
Mauritanië ·
Mauritius ·
Mexico ·
Mozambique ·
Namibië ·
Nederland ·
Nieuw-Zeeland ·
Niger ·
Nigeria ·
Noorwegen ·
Oeganda ·
Oekraïne ·
Oman ·
Oostenrijk ·
Panama ·
Peru ·
Polen ·
Portugal ·
Qatar ·
Roemenië ·
Rusland ·
Rwanda ·
Saoedi-Arabië ·
Sao Tomé en Principe ·
Senegal ·
Servië en Montenegro ·
Seychellen ·
Sierra Leone ·
Slovenië ·
Soedan ·
Somalië ·
Sovjet-Unie ·
Spanje ·
Swaziland ·
Syrië ·
Tanzania ·
Togo ·
Tsjaad ·
Turkije ·
Uruguay ·
Verenigde Arabische Emiraten ·
Verenigde Staten ·
Wales ·
Wit-Rusland ·
Zambia ·
Zimbabwe ·
Zuid-Afrika ·
Zuid-Jemen ·
Zuid-Korea ·
Zweden ·
Zwitserland
België (2018) ·
Engeland (2018) ·
Oekraïne (2006) ·
Panama (2018) ·
Saoedi-Arabië (2006) · 
Spanje (2006)
CONMEBOL: Argentinië · Bolivia · Brazilië · Chili · Colombia · Ecuador · Paraguay · Peru · Uruguay · Venezuela

UEFA: Albanië · Andorra · Armenië · Azerbeidzjan · België · Bosnië en Herzegovina · Bulgarije · Cyprus · Denemarken · Duitsland · Engeland · Estland · Faeröer · Finland · Frankrijk · Georgië · Gibraltar · Griekenland · Hongarije · IJsland · Ierland · Israël · Italië · Kazachstan · Kosovo · Kroatië · Letland · Liechtenstein · Litouwen · Luxemburg · Malta · Moldavië · Montenegro · Nederland · Noord-Ierland · Noord-Macedonië · Noorwegen · Oekraïne · Oostenrijk · Polen · Portugal · Roemenië · Rusland · San Marino · Schotland · Servië · Slovenië · Slowakije · Spanje · Tsjechië · Turkije · Wales · Wit-Rusland · Zweden · Zwitserland

AFC: Australië · China · Irak · Iran · Japan · Libanon · Oezbekistan · Oman · Qatar · Saoedi-Arabië · Syrië · Verenigde Arabische Emiraten · Vietnam · Zuid-Korea

CAF: Algerije · Burkina Faso · Congo-Kinshasa · Egypte · Ghana · Ivoorkust · Kaapverdië · Kameroen · Mali · Marokko · Nigeria · Senegal · Tunesië · Zuid-Afrika

CONCACAF: Canada · Costa Rica · Curaçao · El Salvador · Honduras · Jamaica · Mexico · Panama · Suriname · Verenigde Staten

OFC: Nieuw-Zeeland